# Natale Montesauro
Natale Montesauro, sui codici in latino Natalis Montesaurus Veronensis (Verona, XV secolo – XVI secolo), è stato un medico italiano.
Le scarne notizie biografiche evidenziano soprattutto due aspetti della sua attività: da una parte
quello accademico, quale professore di medicina nell'Università di Bologna a partire dagli anni Ottanta del XV secolo e per almeno un ventennio; dall'altra, quello del significativo contributo medico-letterario apportato nel contesto della cosiddetta disputa di Ferrara.
In effetti Natale Montesauro è noto per un trattato, il De disputationibus quas vulgares mal franzos appellant, stampato a Bologna nel marzo 1498, fra i primi sul tema della sifilide (il "mal francese", appunto), che assunse rilievo per l'attacco alle tesi di Niccolò Leoniceno. 
Il professore veronese, interprete della tradizione medica arabo-islamica, sostenne, infatti, che la malattia venerea non era nuova nella storia della medicina, rifacendosi ai canoni di Avicenna, mentre l'umanista di Lonigo aveva posto l'attenzione sull'assoluta novità e sul carattere epidemico del "nuovo male". Alla tesi di Montesauro non rispose il Leoniceno, ma le sue difese furono prese da un ex allievo di questi, Antonio Scanaroli, all'epoca anch'egli docente nell'ateneo bolognese, attraverso la Disputatio utilis de morbo gallico et opinionis Nicolai Leoniceni confirmatio contra adversarium eandem opinionem oppugnantem, pubblicata sempre a Bologna nel 1498. 